# Fessard
Pour les articles homonymes, voir Fessard (homonymie).
Le Fessard est une rivière française qui coule dans le département de la Sarthe. C'est un affluent de la Sarthe en rive gauche, donc un sous-affluent de la Loire par la Sarthe et la Maine.

## Géographie
Le Fessard prend sa source dans la pittoresque région de collines boisées de la forêt des Landes, située à moins de 20 kilomètres au sud de la ville du Mans, sur le territoire de la commune d'Yvré-le-Pôlin. À sa naissance, il se dirige vers le sud-sud-ouest, mais il entame rapidement une large boucle à convexité occidentale qui le ramène ainsi en direction du nord-est. Il a son confluent avec la Sarthe, en rive gauche, sur le territoire de la commune de La Suze-sur-Sarthe.

## Communes traversées
Le Fessard traverse ou longe les communes suivantes, toutes situées dans le département de la Sarthe :
- Yvré-le-Pôlin, Oizé, Cérans-Foulletourte et La Suze-sur-Sarthe.

## Hydrologie
Le Fessard est une rivière assez irrégulière et peu alimentée. Son débit a été observé durant une période de 16 ans (1992-2008), à Cérans-Foulletourte (lieu-dit Grand Mineloup), localité du département de la Sarthe située à peu de distance de son confluent avec la Sarthe. Le bassin versant de la rivière y est de 47 km2 (soit sa presque totalité).
Le module de la rivière à Cérans-Foulletourte est de 0,182 m3/s.
Le Fessard présente des fluctuations saisonnières de débit moyennement marquées. Les hautes eaux ont lieu en hiver portant le débit mensuel moyen à un niveau situé entre 0,28 et 0,38 m3/s, de décembre à mars inclus (avec un maximum assez net en janvier). Dès le mois de mars, le débit mensuel diminue progressivement jusqu'aux basses eaux d'été. Celles-ci se déroulent de début juillet à début octobre, et s'accompagnent d'une baisse du débit moyen mensuel allant jusqu'à 0,049 m3/s au mois d'août. Mais les fluctuations de débit sont plus prononcées sur de plus courtes périodes ou selon les années.
À l'étiage, le VCN3 peut chuter jusque 0,004 m3/s, en cas de période quinquennale sèche, soit 4 litres par seconde, ce qui peut être qualifié de très sévère, le cours se trouvant alors réduit à quelques filets d'eau.
Les crues sont généralement moyennement importantes, quoique fort limitées par la taille modeste de la rivière et de son bassin versant. Les QIX 2 et QIX 5 valent respectivement 1,2 et 2,2 m3/s. Le QIX 10 est de 2,7 m3/s, le QIX 20 de 3,2 m3/s, tandis que le QIX 50 n'a pas été calculé étant donné l'insuffisance de la durée d'observation des débits.
Le débit instantané maximal enregistré à Cérans-Foulletourte durant cette période de 16 ans, a été de 4,84 m3/s le 14 mars 2001, tandis que la valeur journalière maximale était de 3,03 m3/s le même jour. En comparant la première de ces valeurs à l'échelle des QIX de la rivière, il apparaît que cette crue était très largement supérieure à la crue vicennale prévue par le QIX 20, et donc très exceptionnelle.
Le Fessard est une rivière fort peu abondante, peu alimentée par les précipitations relativement rares de son bassin. La lame d'eau écoulée dans son bassin versant est de 122 millimètres annuellement, ce qui est un peu plus du tiers de la moyenne d'ensemble de la France tous bassins confondus (320 millimètres), et nettement inférieur à la moyenne du bassin de la Sarthe sans le Loir (201 millimètres). Le débit spécifique (ou Qsp) de la rivière atteint 3,9 litres par seconde et par kilomètre carré de bassin.